# Foreclosure of a Dream
"Foreclosure of a Dream" er en single fra albummet Countdown to Extinction af det amerikanske thrash metal-band Megadeth. Den nåede en 30. plads på "Mainstream Rock Tracks" Billboard-hitlisten.

## Spor
1. Foreclosure of a Dream – 4:20
2. Skin o' My Teeth (live) – 4:02
3. Foreclosure of a Dream (edit) – 4:00

Den europæiske version af singlen indeholder også "Symphony of Destruction (Gristle Mix)".

## Fodnoter
1. ↑  Artist Chart History, Billboard.com; hentet 14. december 2007

| Musik | Spire Denne musikartikel er en spire som bør udbygges. Du er velkommen til at hjælpe Wikipedia ved at udvide den. |